# Attila Hajdu
Attila Hajdu (ur. 13 kwietnia 1971 w Budapeszcie) – węgierski piłkarz grający na pozycji bramkarza. Był reprezentantem Węgier.

## Kariera klubowa
Syn Józsefa, który był bramkarzem Ferencvárosu. W 1979 roku został juniorem tego klubu i po tygodniu rozpoczął grę jako bramkarz. Początkowo nie był wyróżniającym się bramkarzem, jednak w wieku 17 lat urósł o 15 cm i stał się kluczową postacią juniorów, otrzymywał także powołania do reprezentacji młodzieżowych. Ze względu na silną konkurencję w postaci Gábora Zsiborása, Miklósa Józsy, Józsefa Szeilera i Tamása Balogha nie został jednak włączony do pierwszego zespołu.
Seniorską karierę Hajdu rozpoczynał w 1991 roku Vác FC, gdzie był zmiennikiem Jánosa Koszty. W NB I zadebiutował 23 listopada w wygranym 3:0 spotkaniu z Tatabányai SC. Był to jego jedyny mecz w tamtym sezonie i w 1992 roku Hajdu przeszedł do występującego na drugim poziomie rozgrywek Szeged SC. W 1993 roku wrócił do NB I, podpisując kontrakt z Csepel SC. W barwach tego klubu rozegrał 55 spotkań ligowych.
W 1995 roku powrócił do Ferencvárosu, który awansował wówczas do fazy grupowej Ligi Mistrzów. Hajdu wystąpił we wszystkich sześciu spotkaniach tych rozgrywek, broniąc także rzut karny w wyjazdowym meczu z Grasshoppers. W sezonie 1995/1996 zdobył z klubem mistrzostwo kraju. Na początku kolejnego sezonu doznał kontuzji, która wykluczyła go z gry na piętnaście miesięcy. Do gry powrócił w listopadzie 1997 roku w spotkaniu przeciwko MTK.
W 1998 roku został zawodnikiem Fortuny Köln. Początkowo Hajdu był podstawowym zawodnikiem klubu, debiutując w pierwszej kolejce 2. Bundesligi przeciwko Fortunie Düsseldorf. Od siódmej kolejki utracił miejsce w składzie i przez dwa lata pobytu w niemieckim klubie rozegrał łącznie 11 spotkań ligowych.
W 2000 roku wrócił na Węgry i w sezonie 2000/2001 był zawodnikiem Vasasu, do którego trafił za pośrednictwem László Kakasa. Następnie został piłkarzem MTK Hungária. Pod koniec sezonu, podczas spotkania z BFC Siófok, zderzył się z kolegą z drużyny Ákosem Füzim, co spowodowało uszkodzenie jego nerek, ponadto klub nie przedłużył z nim kontraktu. Po wyleczeniu kontuzji powrócił do gry, kończąc karierę w FC Sopron.
Po zakończeniu kariery został komentatorem w Sport TV.
| Sezon   | Klub            | Kraj   | Rozgrywki     | Mecze | Gole |
| ------- | --------------- | ------ | ------------- | ----- | ---- |
| 1991/92 | Vác FC          | Węgry  | NB I          | 1     | 0    |
| 1992/93 | Szeged SC       | Węgry  | NB II         | 15    | 0    |
| 1993/94 | Csepel SC       | Węgry  | NB I          | 25    | 0    |
| 1994/95 | Csepel SC       | Węgry  | NB I          | 30    | 0    |
| 1995/96 | Ferencvárosi TC | Węgry  | NB I          | 30    | 0    |
| 1996/97 | Ferencvárosi TC | Węgry  | NB I          | 2     | 0    |
| 1997/98 | Ferencvárosi TC | Węgry  | NB I          | 15    | 0    |
| 1998/99 | SC Fortuna Köln | Niemcy | 2. Bundesliga | 7     | 0    |
| 1999/00 | SC Fortuna Köln | Niemcy | 2. Bundesliga | 4     | 0    |
| 2000/01 | Vasas SC        | Węgry  | NB I          | 16    | 0    |
| 2001/02 | MTK Budapest FC | Węgry  | NB I          | 35    | 0    |
| 2002/03 | MTK Budapest FC | Węgry  | NB I          | 28    | 0    |
| 2003/04 | MaTáV Sopron    | Węgry  | NB I          | 8     | 0    |

## Kariera reprezentacyjna
W reprezentacji Węgier Hajdu zadebiutował 14 grudnia 1994 w przegranym 1:5 towarzyskim meczu z Meksykiem, rozegranym w Meksyku. W swojej karierze grał w eliminacjach do Euro 96. Od 1994 do 1998 roku rozegrał w kadrze narodowej 10 meczów.